# Rinconsauria
Rinconsauria („Ještěři z Rincón de los Sauces“) byl klad sauropodních dinosaurů ze skupiny Lithostrotia (vývojově vyspělých titanosaurních sauropodů), kteří žili v období svrchní křídy (geologický stupeň coniac až maastricht), asi před 89 až 70 miliony let.

## Klasifikace
V současnosti řadíme do tohoto kladu pouze pět rodů sauropodních dinosaurů, a to rody Rinconsaurus, Muyelensaurus, Punatitan, Bravasaurus a Chadititan. Tyto rody dále spadají do kladu Colossosauria. Klad byl formálně stanoven v roce 2007.